# Passiflora subpeltata
Passiflora subpeltata es una especie de planta trepadora perteneciente a la familia Passifloraceae. Es originaria de México y del Caribe.

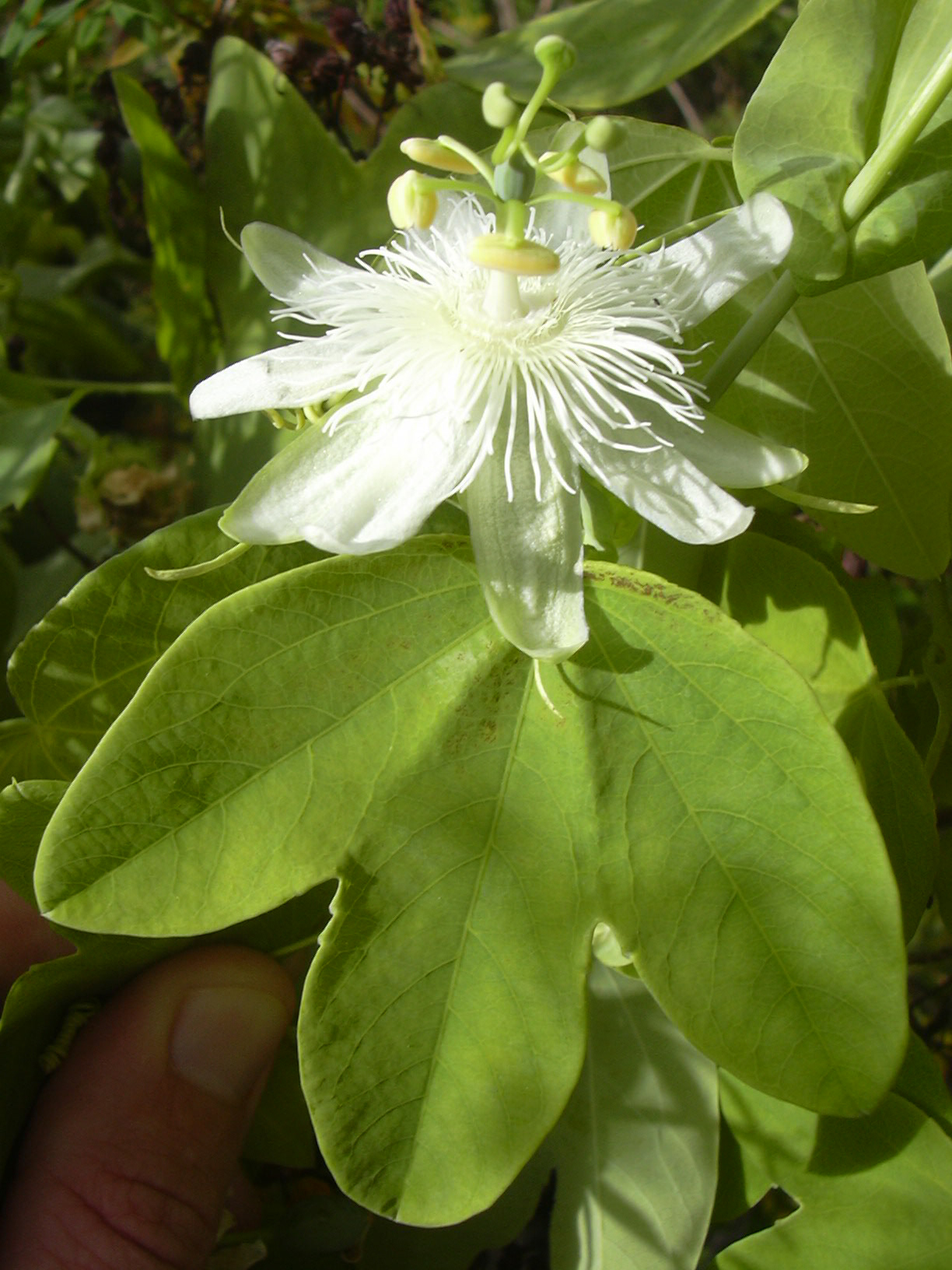
Vista de la planta en flor.

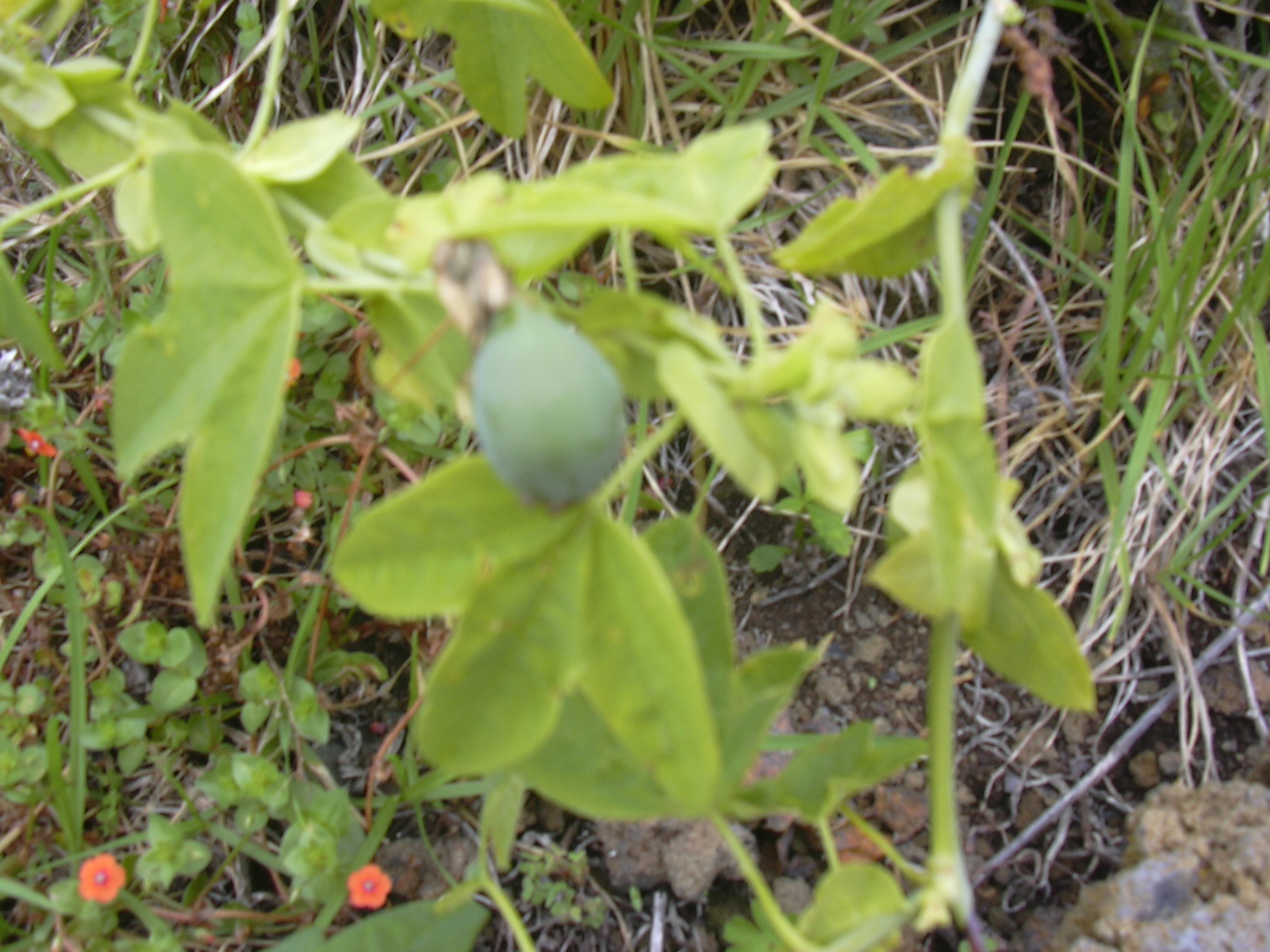
Fruto.

## Descripción

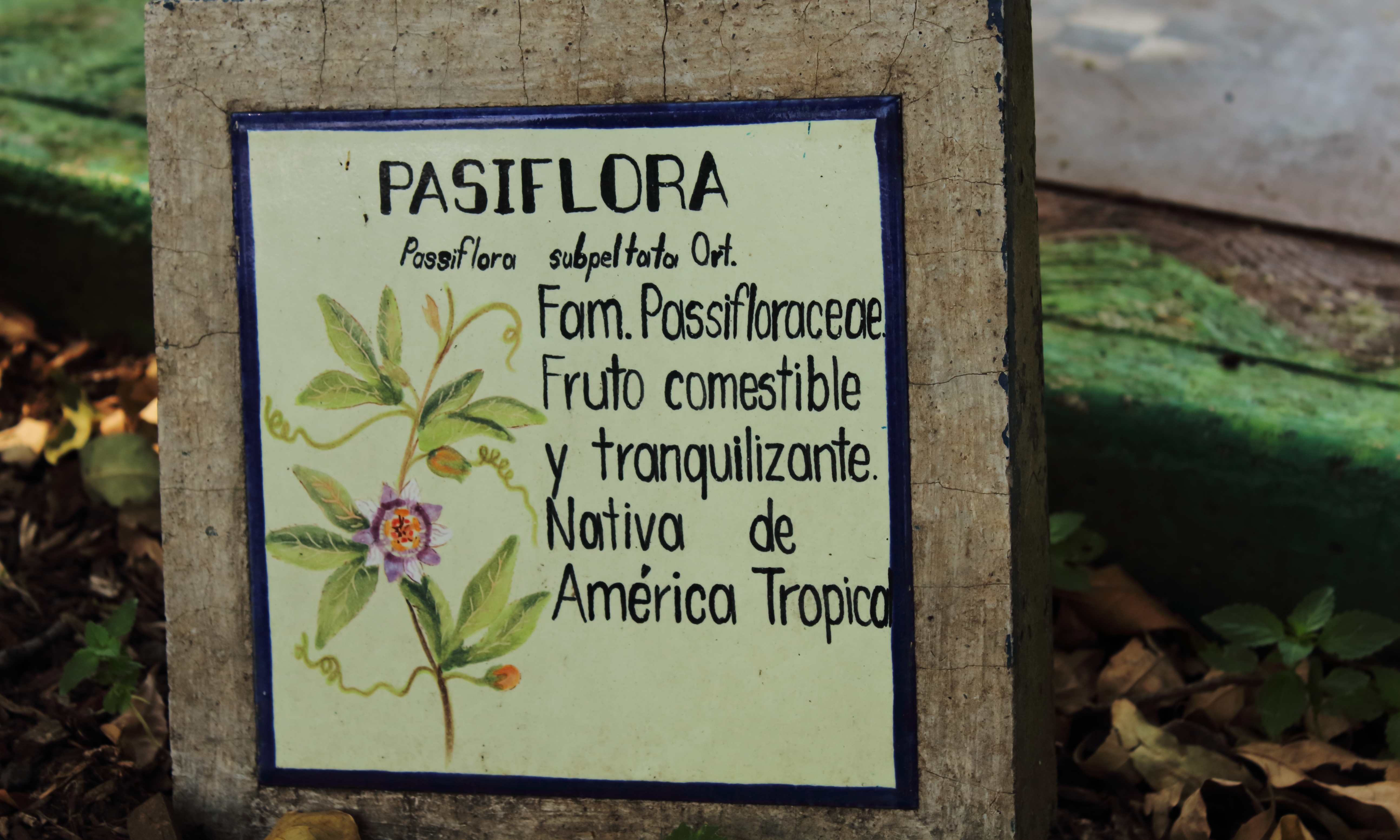
Breve descripción sobre la Passiflora subpeltata en el jardín botánico de la UNAM, México.

Planta trepadora con hojas de tres lóbulos y flores ligeramente aromáticas. El fruto, comestible, es de color verde amarillento. Se cultiva como planta ornamental. Esta parra es una plaga en las zonas marginales.

## Ecología
Esta planta es el alimento de las larvas de la mariposa Acraea andromacha.

## Taxonomía
Passiflora subpeltata fue descrita por Casimiro Gómez Ortega y publicado en Novarum, aut Rariorum Plantarum Horti Reg. Botan. Matrit. Descriptionum Decades 6: 78. 1798.
Etimología
Ver: Passiflora
subpeltata: epíteto latino que significa "como sub escudo".
Sinonimia
- - Passiflora adenophylla Mast., Fl. Bras. 13(1): 568. 1872.
  - Passiflora alba Link & Otto, Icones Plantarum Rariorum Horti Regii Botanici Berolinensis: 65, t. 33. 1840.
  - Passiflora atomaria Planch. ex Mast.. Fl. Bras. (Martius) 13(1): 570. 1883.
  - Passiflora stipulata Triana & Planch., Ann. Sci. Nat. (Paris) (ser. 5) Bot. 17: 152. 1873. nom. illeg. non Aubl.
  - Passiflora stipulata var. atomaria Triana & Planch., Ann. Sci. Nat. (Paris) (ser. 5) Bot. 17: 153. 1873.